# Петровська вулиця
Петровська вулиця — зникла вулиця, що існувала в Дніпровському районі міста Києва, місцевість Микільська слобідка. Пролягала від Броварського проспекту до вулиці Марини Раскової.
Прилучався провулок Плеханова.
Виникла у 1-й третині ХХ століття, під такою ж назвою (були можливі варіації Петровського/Петровська). 1957 року була перейменована на Плеханова. Ліквідована 1977 року в зв'язку зі знесенням старої забудови Микільської слобідки, у тексті рішення про ліквідацію знову фігурує як вулиця Петровська.